# Won't Go Home Without You
Singles de Maroon 5
Wake Up Call (en)
(2007) If I Never See Your Face Again
(2008)
Pistes de It Won't Be Soon Before Long
Wake Up Call (en) Nothing Lasts Forever
Won't Go Home Without You est le troisième single issu du deuxième album de Maroon 5 sorti en 2007, It Won't Be Soon Before Long.

## Genèse de la chanson

### Musique
La basse de la guitare est basée sur la célèbre chanson du groupe Police, le single Every Breath You Take, ce qui rend le moment à la fin du clip vidéo où Levine regarde le personnage féminin un peu surprenant.

## Clip vidéo
Le 16 août 2007, Maroon 5 a posté un avis sur leur site officiel pour demander à ses fans d'envoyer des vidéos faites maison pour aider le groupe à faire de la vidéo de cette chanson. Cependant, en octobre 2007, une autre vidéo a été publiée en Europe et en Australie. La vidéo officielle a été diffusée pour la première fois sur le VH1 Top 20 le 1er décembre 2007. Le clip a été réalisé par Sophie Muller. 
Le vidéoclip de la chanson commence avec des flashbacks où le chanteur Adam Levine ainsi qu'un personnage féminin (interprété par Tania Raymonde) semblent avoir une discussion sur la décision que Levine vient de prendre. La vidéo coupe alors à Levine assis sur une chaise en réfléchissant avec les autres membres du groupe en arrière-plan. Adam se rend compte qu'il « ne sera pas rentrer à la maison sans toi[pas clair] », se référant à la femme avec qui il était. Levine semble savoir où celle-ci est en ce moment et décide de la retrouver. Après avoir serpenté à travers la ville quelques heures, Levine finit par entrer dans un restaurant où il trouve la femme, mais à sa grande déception, elle est avec un autre homme. Cette vidéo met en scène Jesse Carmichael jouant du piano et de la guitare.

## Liste des pistes
Version Australienne (Itunes)
1. Won't Go Home Without You (version radio)
2. Miss You Love You (version alternative)
3. Happy Christmas (War Is Over) (reprise de John Lennon)

Version Italienne (Itunes)
1. Won't Go Home Without You (version acoustique)

## Classements
| Charts (2007-2008)              | Meilleure position |
| ------------------------------- | ------------------ |
| Allemagne (Media Control AG)    | 11                 |
| Australie (ARIA)                | 7                  |
| Autriche (Ö3 Austria Top 40)    | 16                 |
| États-Unis (Hot 100)            | 48                 |
| États-Unis (Pop Airplay)        | 25                 |
| États-Unis (Adult Pop Songs)    | 3                  |
| États-Unis (Adult Contemporary) | 14                 |
| Belgique (Flandre Ultratip 100) | 10                 |
| Italie (FIMI)                   | 15                 |
| Nouvelle-Zélande (RMNZ)         | 20                 |
| Pays-Bas (Nederlandse Top 40)   | 62                 |
| Suisse (Schweizer Hitparade)    | 65                 |